# William Anderson (hockeista su ghiaccio)
William Hardling Anderson (Nantwich, 1º aprile 1901 – Birkenhead, 23 febbraio 1983) è stato un hockeista su ghiaccio britannico.

## Palmarès

### Olimpiadi invernali
- Bronzo a Chamonix-Mont-Blanc 1924 nell'hockey su ghiaccio.